# Medemia argun
Medemia argun ist eine in Ägypten und im Sudan heimische Palmenart. Sie ist die einzige Art der Gattung Medemia. 

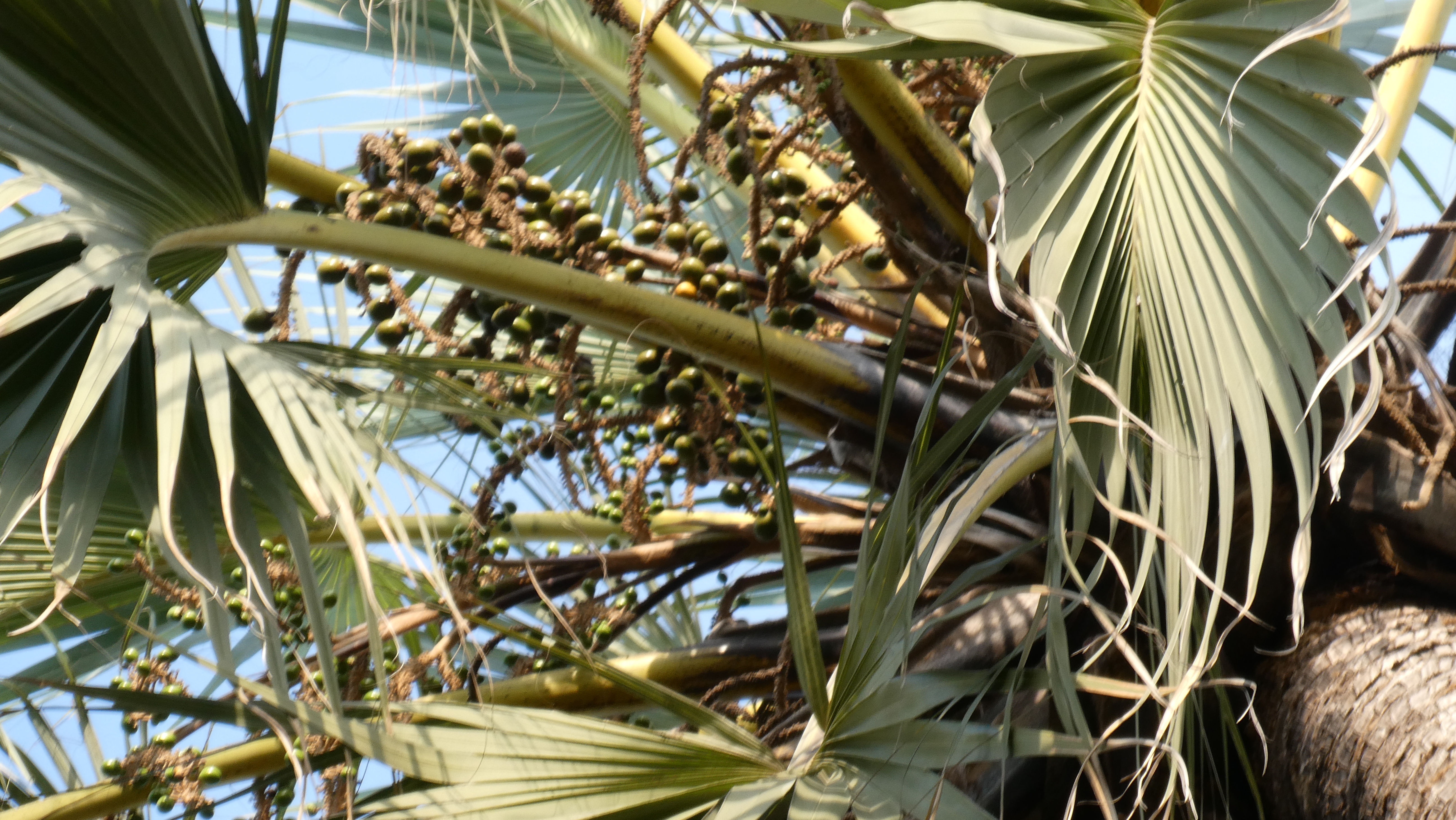
Medemia argun fruchtend

## Merkmale
Medemia argun ist eine mäßig große, einzelstämmige, baumförmige, unbewehrte Fächerpalme. Sie ist zweihäusig getrenntgeschlechtig (diözisch) und mehrmals blühend. Der Stamm ist aufrecht, bis 9 m hoch und eng mit Blattnarben besetzt. Die Blätter sind costapalmat und verbleiben nach dem Absterben an der Pflanze (Marzeszenz) oder fallen unter dem eigenen Gewicht ab. Sie besitzen keine Hastula. Das Endokarp der rundlichen Früchte ist glatt, des Endosperm ist gefurcht (ruminat).
Von den nah verwandten Gattungen unterscheidet sich Medemia durch folgende Merkmalskombination: Die Frucht ist eiförmig, der Same ist nicht gefurcht und besitzt ein ruminates Endosperm. Das Endokarp ist nicht geflügelt und besitzt eine terminale Pore. 
Die Chromosomenzahl ist unbekannt.

## Verbreitung und Standorte
Die Gattung ist im Süden Ägyptens und im Nordosten des Sudan beheimatet, wo sie in Wüstenoasen und Wadis wächst. 

## Taxonomie und Systematik
Die Palme Medemia argun wurde 1845 von Carl Friedrich Philipp von Martius als Hyphaene argun in Historia Naturalis Palmarum 2. Auflage, Band 3, Seite 227 erstbeschrieben. Die Gattung Medemia wurde 1881 von Hermann Wendland in Botanische Zeitung Berlin, Band 39 Seite 89–90 erstbeschrieben. Wendland übernahm den Namen aus Briefen von Paul Wilhelm von Württemberg (1797–1860). Die Art wurde von ihm als Medemia argun (Mart.) Württemb. ex H.Wendl. in die Gattung Medemia gestellt.
Die Gattung Medemia wird innerhalb der Familie Arecaceae in die Unterfamilie Coryphoideae, Tribus Borasseae  und Subtribus Hyphaeninae gestellt. Die Gattung ist monotypisch, sie besteht aus der einzigen Art Medemia argun. Ihre Schwestergruppe ist Hyphaene. 
In der World Checklist of Selected Plant Families der Royal Botanic Gardens, Kew, wird nur die Art Medemia argun anerkannt.
Es wurde zwar eine zweite Art beschrieben, Medemia adiadensis, die sich durch kleinere Früchte auszeichnen soll. Ihr Artstatus wurde seit Odoardo Beccari aber verneint.

## Geschichte
In der Vergangenheit könnte Medemia ähnlich wie die weit verbreitete Gattung Hyphaene genutzt worden sein. Übernutzung könnte dann auch die heutige Seltenheit erklären. Die Früchte sollen essbar sein.
Subfossile Früchte in 3500 Jahre alten ägyptischen Gräbern wurden zunächst als Areca passalacquae bezeichnet, aber schon von Franz Unger 1859 als zu Medemia argun (damals noch Hyphaene argun genannt) gehörig erkannt. 
Die Art wurde mehrere Jahrzehnte für ausgestorben gehalten, da sie nach 1963 nicht mehr gefunden wurde. Erst 1995 wurden Palmen im Wadi Delah im Sudan gefunden, im Jahr darauf dann auch an weiteren Orten.

## Belege
- John Dransfield, Natalie W. Uhl, Conny B. Asmussen, William J. Baker, Madeline M. Harley, Carl E. Lewis: Genera Palmarum. The Evolution and Classification of Palms. Zweite Auflage, Royal Botanic Gardens, Kew 2008, ISBN 978-1-84246-182-2, S. 317ff.